# Paul Möhring
Paul Möhring (* 26. September 1890 in Hamburg; † 25. August 1976 ebenda) war ein deutscher Redakteur, Bühnenautor, Theaterhistoriker und Schuldirektor in Hamburg. Er bearbeitete in der Hauptsache Hamburger Themen.

## Hamburger Originale
Bis heute bekannt geblieben sind seine Bearbeitungen der Lebensgeschichten dreier Hamburger Originale – Hans Hummel, Zitronenjette und Jakob Friedrich Kirchhoff, besser bekannt als „Vetter Kirchhoff“ – deren öffentliches Bild heute nicht wenig auch von Möhrings Arbeiten mitgeprägt ist.

## Kulturhistoriker

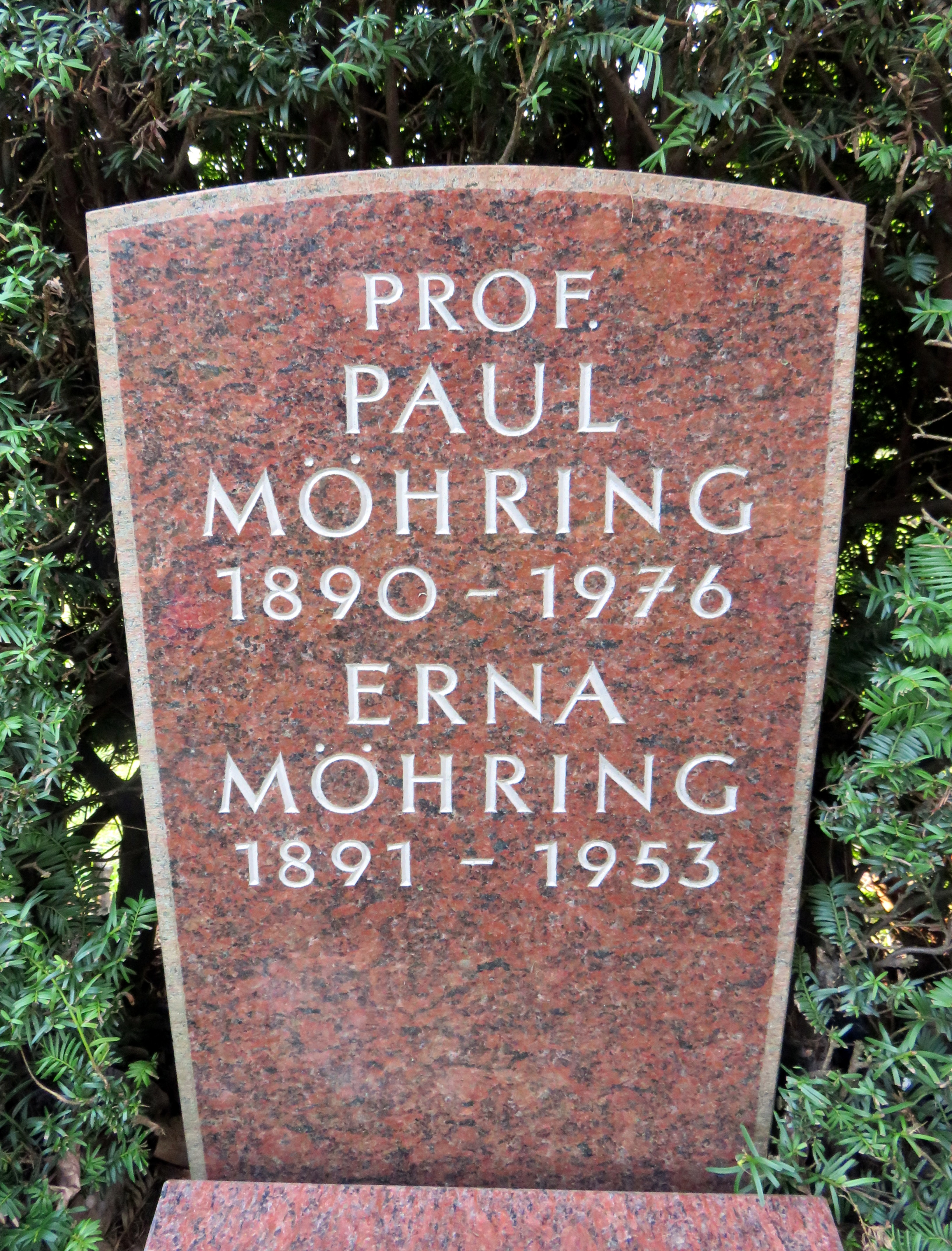
Grabstein für Paul Möhring auf dem Ohlsdorfer Friedhof

Seit den 1920er Jahren veröffentlichte Möhring über die Hamburger Theaterszene; seine erste Veröffentlichung beschäftigte sich mit der Hamburger Volksoper.
Ohne Jahresangabe (1965) erschien mit Das andere St. Pauli eine Kulturgeschichte der Reeperbahn aus Möhrings Feder im Matari Verlag, Hamburg.
Die zum Teil auch völkerkundlich betriebene Beschäftigung mit seiner Heimatstadt schlägt sich in den sehr realistischen Charakterzeichnungen in seinen Theaterstücken wieder. Als Hamburger Kultur- und Szenekenner war Möhring so vielgefragter Berater für Produktionen, die sich mit der Hansestadt beschäftigten. Paul Möhrings Unterlagen sind in der Theatersammlung der Hamburger Universität einzusehen.
Paul Möhring wurde auf dem Ohlsdorfer Friedhof in Hamburg im Planquadrat AC 31 südlich von Kapelle 6 beigesetzt.

## Bühnenschriftsteller
Untrennbar ist die Geschichte des St. Pauli Theater mit Möhring verbunden, dem er mit seinem „Volksstück mit Musik“ Zitronenjette einen exklusiven Erfolg schenkte, der in immer wieder neuen Inszenierungen das Theater prägte. Möhring schrieb Mitte der 1920er Jahre die Rolle zunächst dem Schauspieler Ernst Budzinski auf den Leib; später war auch Henry Vahl als Henriette Müller zu sehen.

## Hörspiele

### Als Autor
- 1952: Zitronenjette – Regie: Günter Jansen, u. a. mit Magda Bäumken, Eri Neumann (Titelrolle), Ingeborg Walther, Walter Scherau und Günther Siegmund
- 1958: Hamborg sien Uhlenspeegel – Regie: Günter Jansen, u. a. mit Hartwig Sievers, Hans Fitze, Heini Kaufeld, Rudolf Beiswanger und Henry Vahl
- 1971: Rebbel dat Bettlaken op – Regie: Günter Jansen, u. a. mit Otto Lüthje, Werner Riepel, Hilde Sicks, Willem Fricke und Karl-Heinz Kreienbaum

### Als Sprecher
- 1925: Wilhelm Friedrich Wroost: Wrack – Regie: Nicht angegeben (2 Live-Sendungen)
- 1925: Erich Hagemeister: Ulenspegel – Regie: Nicht angegeben
- 1925: Geert Teis: Meister öwer Meister. Lustspiel – aus dem Groninger Dialekt übertragen und für plattdeutsche Speeldeelen frei bearbeitet – Regie: Hans Böttcher
- 1925: Georg Ruseler: De dulle Deern – Regie: Hans Böttcher
- 1925: Ingeborg Andresen: De Roop – Regie: Hans Böttcher
- 1925: Hinrich Wriede: Leege Lüd – Regie: Hans Böttcher
- 1925: Karl Wagenfeld: Hatt giegen Hatt – Regie: Hans Böttcher
- 1925: Paul Schurek: Stratenmusik – Regie: Hans Böttcher; Richard Ohnsorg
- 1925: Wilfried Wroost: Slagsiet – Regie: Hans Böttcher
- 1926: Paul Schurek: Der letzte Droschkenkutscher – Regie: Hans Böttcher
- 1926: Karl Krickeberg: Pidder Lüng. Detlev von Liliencron to'n Gedenken – Regie: Hans Böttcher
- 1926: Gorch Fock: Die Königin von Honolulu – Regie: Hans Böttcher (2 Live-Sendungen)
- 1926: Ernst Elias Niebergall: Herr Bummerlunder (Datterich in niederdeutscher Sprache) – Regie: Hans Böttcher
- 1926: Hermann Boßdorf: Kramer Kray – Regie: Hans Böttcher
- 1926: Herman Heijermans: Keden – Regie: Hans Böttcher
- 1926: Wilhelm Scharrelmann: Die Hochzeit in der Pickbalge – Regie: Hans Böttcher
- 1926: Gustav Möhring: Dusenddüwelswarf – Regie: Hans Böttcher
- 1926: Otto Franz Grund: Dat lütte Rümeken – Regie: Hans Böttcher
- 1927: Wilfried Wroost: Wrack – Regie und Sprecher: Hans Böttcher
- 1927: Paul Schurek: Stratenmusik – Regie: N. N.
- 1946: Alfred Neumann: Der Patriot – Regie: Otto Kurth
- 1946: Renate Uhl: Wer ist ohne Schuld – Regie: Otto Kurth
- 1950: Otto Franz Grund: Engel Kirk – Regie: Hans Freundt
- 1952: Heinrich Deiters: Vom Fischmarkt zum Dovenfleet – Regie: Hans Freundt